# Irpiciporus japonicus
Irpiciporus japonicus är en svampart som beskrevs av Nohara 1910. Irpiciporus japonicus ingår i släktet Irpiciporus och familjen Polyporaceae.   Inga underarter finns listade i Catalogue of Life.